# Ан Гир
Ан Гир (кор. 안길; 24 февраля 1907 — 13 либо 31 декабря 1947) — корейский военный и политический деятель, активный участник движения за независимость страны, коммунист, один из соратников Ким Ир Сена.
Родился на территории уезда Кёнвон современной провинции Хамгён-Пукто в бедной крестьянской семье. В 1926 году был исключён из школы за участие в антияпонской борьбе и бежал в Китай, поселившись сначала в Лунцзине, затем в Хуньчуне (Гирин). В 1927 году вступил в Корейскую коммунистическую партию и в 1931—1932 годах участвовал в боевых операциях этой организации против устанавливавшейся японцами в Маньчжурии администрации Маньчжоу-Го. В 1932 году вступил в Коммунистическую партию Китая; с 1933 года состоял в партизанском отряде Хуньчуня и с 1934 года сражался на территории Маньчжурии и в северных районах Кореи в рядах Северо-Восточной антияпонской объединённой армии, будучи политруком 4-й группы 3-го фронта 1-й армии, в 1937 году переведён в 14-ю группу 2-й армии, в 1938 году (по другим данным, в октябре или январе 1940 года) был назначен начальником штаба 3-го фронта 1-й армии, в конце ноября 1940 года отошёл со своими войсками в Дуннин, затем укрылся в СССР. В феврале 1941 года вернулся в Маньчжурию и в марте того же года на собрании командиров 1-й армии был назначен начальником штаба 1-го отряда, выделенного из состава армии для выполнения разведывательных задач по решению собрания. В 1942 году стал политруком 1-го батальона советской 88-й отдельной стрелковой бригады, в феврале 1944 года был переведён на ту же должность в 3-й батальон.
После завершения Второй мировой войны 19 сентября 1945 года возвратился в Корею на советском военном корабле, высадившись в Вонсане. Вошёл в состав Северокорейского оргбюро Коммунистической партии Кореи и получил должность секретаря провинциального комитета партии провинции Пхёнан-Намдо. В июле 1946 года стал начальником военного училища в Пхеньяне (по другим данным, заместителем начальника); в августе того же года был избран в ЦК Трудовой партии Кореи, а в сентябре стал начальником штаба учебного батальона корпуса сил безопасности. Согласно БСЭ, внёс значимый вклад в создание регулярной армии КНДР. Скончался в 40-летнем возрасте, был посмертно удостоен звания героя КНДР. В 1968 году ему был установлен памятник, а в октябре 1981 года в его честь была переименована его родная деревня.